# Richmond, Queensland
Richmond är en ort i Australien. Den ligger i kommunen Richmond och delstaten Queensland, omkring 1 300 kilometer nordväst om delstatshuvudstaden Brisbane. Antalet invånare är 554.
Trakten runt Richmond är nära nog obefolkad, med mindre än två invånare per kvadratkilometer.. Det finns inga andra samhällen i närheten.
Trakten runt Richmond består i huvudsak av gräsmarker. Genomsnittlig årsnederbörd är 443 millimeter. Den regnigaste månaden är februari, med i genomsnitt 114 mm nederbörd, och den torraste är augusti, med 3 mm nederbörd.